# Bezymianny
Bezymianny (em russo:  Безымянный, que significa "sem nome") é um estratovulcão ativo na península de Kamtchatka, na Rússia. Localiza-se na vertente sudeste do extinto vulcão Kamen e atinge 2882 m de altitude.
A maior erupção registada no Bezymianny aconteceu em 2017. A erupção de 1955-1956 provocou o abatimento do cume do vulcão em cerca de 200 m. A paisagem em redor foi modificada por uma explosão lateral que cobriu a área com cinza vulcânica espessa e materiais tipo fluxo piroclástico. Na erupção de 1956, uma avalanche de detritos removeu meio quilómetro cúbico de material e produziu uma "explosão dirigida" ao expôr magma à superfície.